# Alain Le Goff
Pour les articles homonymes, voir Le Goff.
Alain Le Goff est un conteur breton né le 9 décembre 1942. Il conte essentiellement le répertoire de sa région : La légende de la ville d’Ys, Tristan et Yseult ou encore La légende de la Mort. Il s'est notamment produit à Quimper, à Rennes, au festival d’été du Québec, à Bamako au Mali et à Vienne. 
Il ne doit pas être confondu avec son homonyme druide qui a animé Kredenn Geltiek Hollvedel (« Croyance celtique mondiale »).

## Discographie
- Contes et chants de Bretagne, Disney
- Tristan et Yseult, L’autre Label, 1992
- La Légende de la Ville d’Ys, Kérig
- Histoires sous le vent, L’Autre Label, 1999
- Baleines, Baleines, L’Autre Label, 2004

## Film Documentaire
Titre : " Alain Le Goff ". Réalisé par Patrice Rolet . IO Production. 1997

## Ouvrages
- Le roi cheval et autres contes – Paroles de conteurs, Edition Syros
- Le jeu cosmique, Sophon Edition
- Baleines, Baleines, Edition Théâtre en Bretagne